# Impatiens pseudoperezii
Impatiens pseudoperezii är en balsaminväxtart. Impatiens pseudoperezii ingår i släktet balsaminer, och familjen balsaminväxter.

## Underarter
Arten delas in i följande underarter:
- I. p. bengkulensis
- I. p. ophirensis
- I. p. pseudoperezii